# Умиротворение (зоология)
Умиротворение — в этологии поведение животного, направленное на снижение агрессивности более сильного соперника того же вида: как формулирует основоположник современной этологии Конрад Лоренц,

Ритуализованные движения, обеспечивающие торможение агрессии у сородичей, обычно называют позами покорности или умиротворения; второй термин, пожалуй, лучше, поскольку он не так склоняет к субъективизации поведения животных.

Лоренц выделял три основные формы умиротворения:
1. Демонстративное подставление наиболее уязвимой части тела.
2. Воспроизведение элементов детского поведения.
3. Выражение социальной покорности с помощью действий, характерных для поведения самки при спаривании.